# 테르세라 페데라시온
테르세라 페데라시온(스페인어: Tercera Federación)은 스페인 축구 리그 시스템의 5부 리그로 RFEF가 주관한다. 2020년에 RFEF에서 새로운 리그를 도입하겠다는 발표에 따라 2021-22 시즌부터 도입되었다.

## 역사
2020년 5월 6일, RFEF는 40개 팀이 2개의 그룹으로 나누어 진행하는 새로운 3부 리그인 프리메라 디비시온 RFEF의 설립을 발표하였다. 또한 기존의 3부와 4부 리그였던 세군다 디비시온 B, 테르세라 디비시온을 각각 4부와 5부 리그로 떨어트리는 동시에 세군다 디비시온 RFEF, 테르세라 디비시온 RFEF라는 명칭으로 변경하고 이를 2021-22 시즌부터 도입한다고 발표하였다.
2022년 7월, 2부에서 5부 리그까지의 리그를 리브랜딩하면서 테르세라 페데라시온이라는 명칭으로 변경하였다.

## 구조

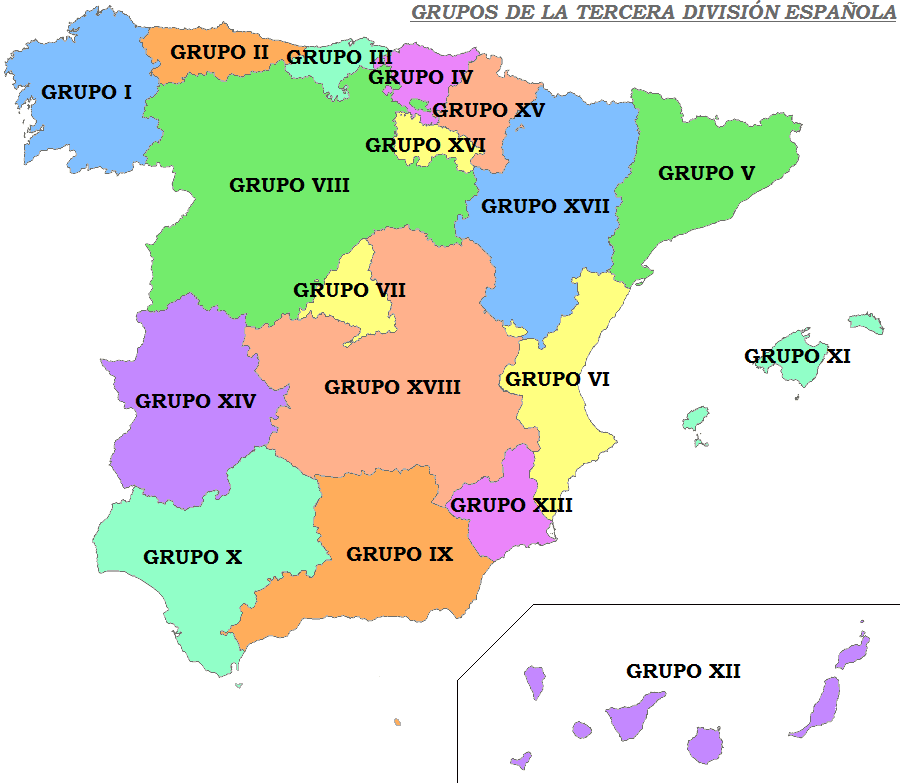
테르세라 페데라시온의 그룹

테르세라 페데라시온은 324개 팀이 18개의 그룹으로 나누어 리그를 진행한다. 각 그룹은 보통 스페인의 광역자치주에 따라 나누어지는데 안달루시아주는 스페인 내에서 가장 많은 인구와 두번째로 큰 면적을 가지고 있는 광역자치주이기 때문에 동부 지역과 서부 지역 그룹으로 분리되어 있으며, 멜리야 자치시와 세우타 자치시의 연고팀은 각각 동부와 서부 그룹에 포함되어 있다. 모든 그룹은 각각의 지역 축구 연맹에서 관리하고 있다.
각 그룹의 우승팀은 곧바로 세군다 페데라시온으로 승격하며, 차상위 4개팀들은 승격 플레이오프에 진출하게 된다. 승격 플레이오프는 지역 단계와 전국 단계로 나누어 진행한다. 지역 단계에서는 각 그룹의 2위와 5위, 3위와 4위팀이 각각 중립 지역에서 단판 경기로 진행하며, 승리팀끼리 최종전을 거쳐 각 그룹의 한 팀이 전국 단계에 진출한다. 전국 단계에 올라온 각 그룹의 18개 팀은 두 팀씩 경기를 가져 총 9개 팀이 승격된다. 또한 각 그룹에서 우승한 18개 팀과 2위팀 중 승점 계수가 높은 상위 7개 팀이 다음 시즌 코파 델 레이에 참가할 수 있으며, 코파 델 레이에는 2군팀이 참가할 수 없기 때문에 차순위의 팀의 성적이 승점 계수에 포함된다.
반면에, 최소한 각 그룹의 하위 3개팀은 디비시오네스 레히오날레스의 각 지역 리그로 강등되며, 강등팀의 수는 변경될 수 있다.

## 역대 우승팀과 승격팀
| 시즌\그룹 | I X | II XI             | III XII               | IV XIII    | V XIV      | VI XV             | VII XVI         | VIII XVII         | IX XVIII              |
| --------- | --- | ----------------- | --------------------- | ---------- | ---------- | ----------------- | --------------- | ----------------- | --------------------- |
| 2023-24   | 베르간티뇨스 | 야네라            | 에스코베도            | 비토리아   | 올로트     | 엘체 일리시타노   | 레알 마드리드 C | 아빌라            | 후벤투드 토레몰리노스 |
| 2023-24   | 헤레스 | CD 이비사         | 테네리페 B            | 미네라     | 돈 베니토  | 수비사            | 로그로녜스 B    | 에헤아            | 콩켄세                |
| 2023-24   | 기타 승격팀: 미정 |                   |                       |            |            |                   |                 |                   |                       |
| 2022-23   | 파브릴 | 코바동가          | 카욘                  | 바라칼도   | 에우로파   | 오리우엘라        | 우르사리아      | 아란디나          | 마르베야              |
| 2022-23   | 안토니아노 | 안드라치          | 멘사헤로              | 아길라스   | 예레넨세   | 에궤스            | 낙사라          | 로브레스          | 만체고                |
| 2022-23   | 기타 승격팀: 비얄베스 (I), 산트 안드레우 (V), 토렌트 (VI), 헤타페 B (VII), 엘 팔로 (IX), 페니아 인데펜덴트 (XI), 산 페르난도 (XVII), 라 우니온 (XIII), 이예스카스 (XVIII) |                   |                       |            |            |                   |                 |                   |                       |
| 2021–22   | 폴보린 | 오비에도 베투스타 | 힘나스티카 토렐라베가 | 알라베스 B | 만레사     | 발렌시아 메스타야 | AT 마드리드 B   | 기후엘로          | 후벤투드 토레몰리노스 |
| 2021–22   | 우엘바 | 마요르카 B        | AT 파소               | 예클라노   | 디오세사노 | 시르보네로        | 아르네도        | 데포르티보 아라곤 | 과달라하라            |
| 2021–22   | 기타 승격팀: 오우렌세 CF (I), 베아사인 (IV), 올로트 (V), 사군티노 (VI), 알코르콘 B (VII), 우트레라 (X), 카르타헤나 B (XIII), 알파로 (XVI), 우테보 (XVII)                  |                   |                       |            |            |                   |                 |                   |                       |